# 香山河 (武鸣河)
香山河，位于中国广西壮族自治区中西部，是武鸣河左岸支流，上游也称思陇河，发源于宾阳县陈平镇文华村那古屯（旧属高田乡）南700米处，西北流进入武鸣县境，于罗波镇石梁村右纳马头河后转西流，于陆斡镇卢覃村北右纳罗波河后转西南流，于武鸣县城城厢镇汇入武鸣河。干流长73千米，平均比降1.68‰，流域面积965平方千米。年均净流量4.32亿立方米。